# Herman’s Hermits
A Herman’s Hermits egy brit pop/rock együttes, melyet 1964-ben alapított Peter Noone (ének), Derek Leckenby (szólógitár), Keith Hopwood (ritmusgitár), Karl Green (basszusgitár, ének) és Barry Whitwam (dobok).
Angliában az „I'm into Something Good” dal feldolgozásával vezették a slágerlistát 1964-ben, míg az USA-ban másik két feldolgozásuk, a „Mrs. Brown, You've Got a Lovely Daughter” és az „I'm Henry the Eighth, I Am” lett első, de több számuk is bekerült a Top 10-be.  Európában a „No Milk Today” volt a legnagyobb slágerük 1966-ban. Az eredeti tagok közül egyedül a dobos Barry Whitwam játszik még a zenekarban.

## Diszkográfia

### Albumok
- Herman’s Hermits (1965)
- Herman’s Hermits on Tour (1965)
- Hold On! (1966)
- Both Sides of Herman’s Hermits (1966)
- There’s a Kind of Hush All Over the World (1967)
- Blaze (1967)
- Mrs. Brown, You’ve Got a Lovely Daughter (1968)
- Classic Collection (1989)
- Live in Salem, Oregon (1992)

## Fordítás
- Ez a szócikk részben vagy egészben  a   Herman's Hermits című angol Wikipédia-szócikk fordításán alapul.  Az eredeti cikk szerkesztőit annak laptörténete sorolja fel. Ez a jelzés csupán a megfogalmazás eredetét és a szerzői jogokat jelzi, nem szolgál a cikkben szereplő információk forrásmegjelöléseként.